# انس حجی
انس حجی (انگلیسی: Anas Hijah؛ زادهٔ ۲۳ ژوئن ۱۹۸۷) بازیکن فوتبال اهل اردن است.
از باشگاه‌هایی که در آن بازی کرده‌است می‌توان به باشگاه فوتبال الشباب اردن، باشگاه ورزشی دهوک، باشگاه ورزشی الرفاع، و باشگاه ورزشی الفیصلی اشاره کرد.
وی همچنین در تیم‌های ملی فوتبال زیر ۲۰ سال اردن و اردن بازی کرده‌است.